# La diosa del asfalto
La diosa del asfalto és una pel·lícula dramàtica mexicana de 2020, dirigida pel cineasta Julián Hernández Pérez, escrita per Inés Morales i Susana Quiroz, i protagonitzada per Mabel Cadena, Ximena Romo, Paulina Goto, Axel Arenas, Alejandra Herrera, Nelly González i Javier Oliván. La cinta està basada en els fets reals d'un grup de dones conegudes com 'Les castradoras de Santa Fe', un grup de dones que, en la dècada dels 80 li va declarar la guerra als violadors i abusadores, visibilitzant així el moviment feminista d'aquella època.

## Sinopsi
Max torna al seu barri d'infància convertida en vocalista d'una banda de rock. Allí esperen els records, les últimes notícies i les veritats que van callar durant anys.

## Repartiment
- Ximena Romo com Max.
- Mabel Cadena com Ramira.
- Paulina Goto com Muñeca.
- Nelly González com Carcacha.
- Samantha Orozco com Sonia.
- Axel Arenas comoPancho.
- Esteban Caicedo com Verrugas.
- Raquel Robles com La Tuca.
- Javier Oliván com Pitirijas.
- Claudia Lobo com Esperanza.
- Giovanna Zacarías com Clara.
- Jimena Mancilla com La Gata.
- María Balam com Zenaida.
- Fernanda Huerta com Jaina.
- Karla Cruz com Candela.
- Daphne Keller com Meco.
- Jessica Vite com China.
- Elena Gore com Boa.
- Irbin Corona com Jodas.
- Kobayashi Rétiz com Beto.
- Rafa Farías com Guicho.
- Alphonso Escobedo com Blondy.
- Diego Ramora com Cordo.
- Renato Gómez Martínez com Quintero.
- Norma Pablo com San Juana.
- Imix Lamak com Ramón.
- Maximiliano Uribe com Cesar.